# 1790 au Nouveau-Brunswick
Chronologie du Nouveau-Brunswick
- 1786
- 1787
- 1788
- 1789
- 1790
- 1791
- 1792
- 1793
- 1794

Cette page concerne des événements survenus en 1790 dans la colonie du Nouveau-Brunswick.

## Événements
- Fondation des villages Tabusintac et Hartland.